# Назарет (Пенсільванія)
Назарет (англ. Nazareth) — місто (англ. borough) в США, в окрузі Нортгемптон штату Пенсільванія. Населення — 6053 особи (2020).

## Географія
Назарет розташований за координатами 40°44′24″ пн. ш. 75°18′45″ зх. д. / 40.74000° пн. ш. 75.31250° зх. д. (40.739963, -75.312618).  За даними Бюро перепису населення США в 2010 році місто мало площу 4,32 км², з яких 4,22 км² — суходіл та 0,11 км² — водойми.

## Демографія
Згідно з переписом 2010 року, у селищі мешкало 5746 осіб у 2729 домогосподарствах у складі 1463 родин. Густота населення становила 1329 осіб/км².  Було 2948 помешкань (682/км²).
Расовий склад населення:
| - 96,6 % — білих - 0,9 % — чорних або афроамериканців - 0,7 % — азіатів - 0,2 % — корінних американців |

До двох чи більше рас належало 1,0 %. Частка іспаномовних становила 2,7 % від усіх жителів.
За віковим діапазоном населення розподілялося таким чином: 19,1 % — особи молодші 18 років, 59,2 % — особи у віці 18—64 років, 21,7 % — особи у віці 65 років та старші. Медіана віку мешканця становила 43,9 року. На 100 осіб жіночої статі у селищі припадало 85,5 чоловіків;  на 100 жінок у віці від 18 років та старших — 80,5 чоловіків також старших 18 років.
Середній дохід на одне домашнє господарство  становив 59 860 доларів США (медіана — 53 794), а середній дохід на одну сім'ю — 75 959 доларів (медіана — 67 902). Медіана доходів становила 45 448 доларів для чоловіків та 33 264 долари для жінок. За межею бідності перебувало 8,2 % осіб, у тому числі 7,1 % дітей у віці до 18 років та 9,7 % осіб у віці 65 років та старших.
Цивільне працевлаштоване населення становило 2949 осіб. Основні галузі зайнятості: освіта, охорона здоров'я та соціальна допомога — 27,1 %, виробництво — 20,6 %, роздрібна торгівля — 11,4 %, науковці, спеціалісти, менеджери — 8,4 %.